# Pantenol
Pantenol, dekspantenol – organiczny związek chemiczny z grupy alkoholi polihydroksylowych, analog kwasu pantotenowego, jedna z substancji stanowiących witaminę B5. Dekspantenol (izomer D) ulega w organizmie przemianie do kwasu pantotenowego.